# اقتصاد رفاه
اقتصاد رفاه بخشی از علم اقتصاد است که با استفاده از تکنیک‌های اقتصاد خرد سعی در اندازه‌گیری رفاه کل دارد. یک روش متداول با بدست آوردن یا فرض کردن وجود تابع رفاه اجتماعی آغاز می‌گردد. سپس از این تابع در رتبه‌بندی توزیع‌های مختلف منابع در جهت بدست آوردن بهترین توزیع به کار گرفته می‌شود. در تخصیص کارای منابع داشته ضمن آنکه اثرهای توزیعی آن را نیز مدنظر قرار می‌دهد. این رویکرد بیش از سایر رویکردها درزمینه خط‌مشی‌گذاری عمومی مورد استفاده قرارگرفته‌است. اقتصاددانان رفاه محور معتقدند بازارها نمی‌توانند منابع را همواره به شکل اثربخش توزیع کنند و به اعتقاد آن‌ها در چنین مواردی که آن را «نارسایی‌های بازار» نام‌گذاری می‌کنند، نهادهای سیاسی باید به‌عنوان مکمل یا جایگزین بازار وارد عمل شوند. اصول اقتصاد رفاه نخستین بار توسط «آلفرد پی گو» تدوین شد. اقتصاددانان رفاه معتقدند مسئولیت اصلاح این نارسایی‌های بازار به عهده دولت‌ها است، زیرا پیامدهایِ اجتماعیِ بهینه، از تصمیم‌گیری ناهماهنگ افراد به‌دست نخواهد آمد و کاراترین راه برای مداخله، کم‌هزینه‌ترین راه‌حل است و شیوه مورد استفاده برای تعیین آن، تجزیه و تحلیلِ هزینه سود است.

## قضایای رفاه
در اقتصاد رفاه دو قضیه اساسی رفاه وجود دارد. قضیه اول رفاه بیان می‌کند در صورت وجود فروض مشخصی بازار رقابت آزاد به توزیع کارامد (پرتو) می‌انجامد. این نتیجه از منطق دستان پنهان ادم اسمیت تبعیت می‌کند. قضیه دوم بیان می‌دارد در صورت وجود فروض مشخص بیشتری، هر نتیجه بهینه پرتو توسط بازار رقابت آزاد قابل دست‌یابی است. برای دست‌یابی به یک بهینه پرتو در نظر گفته شده نیاز به یک توزیع ثروت خاص خواهد بود. از این رو برنامه‌ریز مرکزی می‌تواند به کمک یک تابع رفاه اجتماعی و یک باز توزیع ثروت به رفاه اجتماعی بهینه دست یابد.

## تغییرات رفاه
فرض می‌کنیم مصرف‌کننده‌ای داری ثروت ثابت w و بزرگ‌تر از صفر باشد. بردار قیمت اولیه را °p در نظر می‌گیریم. هدف اندازه‌گیری تغییر رفاه مصرف‌کننده است اگر بردار قیمت از °p به p¹ تغییر کند. این تغییر می‌تواند به دلیل یک سیاست دولت همچون مالیات یا یک تغییر قیمت در بازار صورت گیرد. فرض می‌کنیم که رابطه مطلوبیت مصرف‌کننده را داریم. به‌طور مثال ممکن است از روی تقاضای والراسی مصرف‌کننده (x(p,w این رابطه بدست آمده باشد. در صورت وجود رابطه مطلوبیت مصرف‌کننده به راحتی می‌توان به کمک تابع مطلوبیت غیرمستقیم (v(p,w نتیجه گرفت که آیا وضعیت مصرف‌کننده با این تغییر قیمت بهتر شده‌است یا خیر. رفاه مصرف‌کننده کاهش یافته‌است اگر و تنها اگر v(p¹,w)-v(p° ,w)<0.
اگرچه هر تابع مطلوبت غیرمستقیم می‌تواند برای این مقایسه مورد استفاده قرار گیرد اما ردهٔ خاصی از توابع مطلوبیت غیرمستقیم از اهمیت بیشتری برخوردارند زیرا به اندازه‌گیری تغییرات رفاه بر واحد پول منجر می‌گردد. این دسته توابع مطلوبیت غیر مستقیم پولی نام دارد و به وسیله تابع هزینه بدست می‌آید. بدین صورت که برای هر تابع مطلوبیت غیرمستقیم (. ,.)v و یک بردار قیمت دلخواه p تابع ((x(p,v(p,w را لحاظ خواهیم کرد. این تابع، ثروت مورد نیاز برای دست‌یابی به سطح رفاه (v(p,w وقتی سطح قیمت‌ها p است را به ما می‌دهد. حال سؤال اصلی این است که چه سطح قیمتی را باید در این تابع قرار داد. دو انتخاب طبیعی برای قیمت، سطح قیمت اولیه p¹ و سطح قسمت بعد از تغییرات قمیتی p² خواهد بود. این دو قیمت به دو اندازه‌گیری معروف برای تغییرات رفاه، تغییرات معادل (EV) و تغییرات جبرای (CV) که سر آغاز آن به هیلس (۱۹۳۹) بر می‌گردد، می‌انجامد. با قرار دادن (u°=v(p°,w و (u¹=v(p¹,w و اینکه (w=e(p°,u°)=e(p¹,u¹ تعریف خواهیم کرد
EV(p°,p¹,w)=e(p°,u¹) - e(p°,w) = e(p°,u¹) - w
و
(°CV(p°,p¹,w)=e(p¹,u¹) - e(p¹,w) = w - e(p¹,u.
1. تغییرات معادل (EV) را می‌توان به عنوان مقدار پولی که مصرف‌کننده دریافت می‌کند تا بین پذیرفتن و نپذیرفتن تغییرات قیمتی بی‌تفاوت باشد، در نظر گرفت. به عبارتی میزان تغییرات در ثروت "معادل" با اثرات تغییرات قیمت بر رفاه است (بنابراین این مقدار منفی خواهد بود اگر تغییرات قیمتی وضعیت مصرف‌کننده را بدتر کند). به‌طور خاص، (e(p°,u¹ میزان ثروتی است که مصرف‌کننده به وسیله آن در سطح قیمت °p به سطح رفاه u¹ خواهد رسید. از این رو e(p°,u¹) - w میزان خاص تغییرات ثروت است که سبب می‌گردد مصرف‌کننده در سطح قیمت °p به مطلوبیت u¹ درست یابد.
2. تغییرات جبرای (CV) از طرف دیگر به اندازه‌گیری درآمد برنامه‌ریزی که باید تغییرات رفاهی مصرف‌کننده را جبران‌کننده و بعد از تغییر قیمت به سطح p¹ او را به سطح رفاه اولیه °u بازگرداند، می‌پردازد. نمودار سمت چپ تغییرات معادل (EV) و سمت راست تغییرات جبرای (CV) صفحه ۸۲ همان مرجع